# Charles-François-Prosper Guérin
Charles-François-Prosper Guérin (Sens, 21 febbraio 1875 – 19 marzo 1939) è stato un pittore francese, figlio del pittore Jean Michel Prosper Guérin.

## Biografia
Studiò presso Gustave Moreau alla École des beaux-arts à Paris e fu legato alla corrente post-impressionista. Debuttò nel 1897 al Salon della Société Nationale des Beaux-Arts e tenne una mostra personale alle Grafton Galeries nel 1910. 
Si può restare sorpresi che lo stile pittorico di Charles Guérin possa essere stato giudicato rivoluzionario dai suoi contemporanei. Huntley Carter scrisse di "audace stravaganza" e di "saper mostrare come i colori primari più forti possano essere usati senza crudezza". Il fatto è che Charles Guérin dimostrò una grande audacia per la sua epoca, precedente al Fauvismo, cosicché la sua libertà di tavolozza poté allora essere giudicata sorprendente. Egli se da un lato non seguì i suoi antichi compagni nella loro avventura artistica, (che li condusse chi al Fauvismo chi al Cubismo), tuttavia rimase con loro in rapporti d'amicizia; fu un fervido ammiratore di Cézanne e fu sempre ribelle contro l'Accademismo.
Charles Guérin è ricordato anche per aver fatto parte della giuria del Salon d'Autunno del 1908, che respinse quasi tutti i dipinti di Georges Braque, che pure l'anno precedente aveva avuto molto successo, inducendolo al ritiro.
Successivamente, Charles Guérin accettò la reputazione d'essere un "poeta letterario": venne definito "jammista" ed in effetti egli risulta essere spesso influenzato dai poemi di F. Jammes che cantava le "antiche ragazze". In tal modo i suoi dipinti realizzerebbero un gustoso melange di realismo e di romanticismo. Di questa sua nuova vena pittorica, tra i seguaci si può annoverare la pittrice parigina Gabrielle David.
Charles Guérin insegnò all'Académie de la Palette e nel 1907 ebbe allievo Henry Hayden, poi all'Académie Moderne nel 1913 quando la frequentava Blanche Lazzell, e inoltre all'Académie de la Grande Chaumière. Fra i suoi allievi, si ricorda anche lo statunitense Herbert van Blarcom Acker. 
Fra le sue opere si ricordano: Passeggiata in un parco, Ragazza a seno nudo, La sciarpa blu, L'offerta all'Amore, e un notevole ritratto del suo amico e romanziere Charles-Louis Philippe. Inoltre ha illustrato: Feste Galanti e Romanze senza parole di P. Verlaine, Il viaggio egoistico di Colette, e molti altri. Suoi dipinti sono conservati al Petit-Palais e nei Musei di Aix-en-Provence, Caen, Nimes, Genova, Venezia, Mosca e Tokio. 

## Opere
Alcune opere di Guérin:

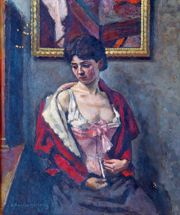
Une femme
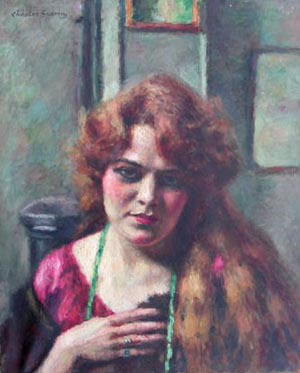
La Femme moderne
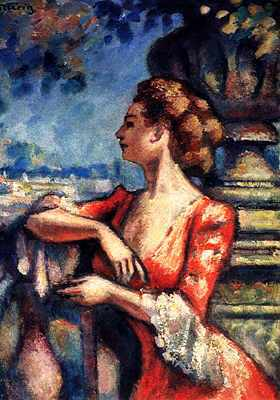
Espérance